# Jeannette Altwegg
Jeannette Eleanor Altwegg (Bombay, 8 september 1930) is een voormalige Britse kunstschaatsster.
Ze was de dochter van een Zwitserse vader en Engelse moeder. In 1932 verhuisde ze met haar ouders naar Lancashire, Engeland. Op zesjarige leeftijd begon ze met privélessen in het kunstschaatsen. Daarnaast was ze actief in het tennissen, hierin bereikte ze in 1947 de finale van het junior Wimbledon tennistoernooi.
In 1947 werd ze ook Nationaal kampioene in het kunstschaatsen bij de junioren en nam ze voor het eerst deel aan de beide ISU kampioenschappen, de Europese Kampioenschappen kunstschaatsen en de Wereldkampioenschappen kunstschaatsen en hetzelfde jaar verhuisde ze met haar familie naar Zwitserland.
Aan de Europese Kampioenschappen kunstschaatsen nam ze zes keer deel en in 1951 en 1952 werd ze Europees kampioene.
Ze nam vijfmaal deel aan de Wereldkampioenschappen kunstschaatsen waar ze trapsgewijs, middels een vijfde plaats in 1947, een vierde plaats in 1948, de derde plaats in 1949 en de tweede plaats in 1950, op het WK van 1951 de wereldtitel bemachtigde.
Altwegg tweemaal deel aan de Olympische Winterspelen (in 1948 en 1952). Bij haar eerste deelname op de Winterspelen van 1948 behaalde ze de bronzen medaille en bij haar tweede deelname op de Winterspelen van 1952 werd ze olympisch kampioene.
Ze trouwde met Marc Wirz, een broer van de Zwitserse kunstschaatster Susi Wirz, kreeg vier kinderen en scheidde in 1973. Haar dochter Christine Wirz won als lid van het Zwitserse curlingteam de wereldtitel in 1983 en brons op het EK.

## Belangrijke resultaten
| Kampioenschap          | 1947 | 1948  | 1949  | 1950   | 1951 | 1952 |
| ---------------------- | ---- | ----- | ----- | ------ | ---- | ---- |
| Olympische Spelen      |      | Brons |       |        |      | Goud |
| Wereldkampioenschap    | 5e   | 4e    | Brons | Zilver | Goud |      |
| Europees Kampioenschap | 4e   | 5e    | Brons | Zilver | Goud | Goud |

1908: Madge Syers ·
1920: Magda Julin ·
1924: Herma Plank-Szabo ·
1928: Sonja Henie ·
1932: Sonja Henie ·
1936: Sonja Henie ·
1948: Barbara Ann Scott ·
1952: Jeannette Altwegg ·
1956: Tenley Albright ·
1960: Carol Heiss ·
1964: Sjoukje Dijkstra ·
1968: Peggy Fleming ·
1972: Beatrix Schuba ·
1976: Dorothy Hamill ·
1980: Anett Pötzsch ·
1984: Katarina Witt ·
1988: Katarina Witt ·
1992: Kristi Yamaguchi ·
1994: Oksana Bajoel ·
1998: Tara Lipinski ·
2002: Sarah Hughes ·
2006: Shizuka Arakawa ·
2010: Kim Yuna ·
2014: Adelina Sotnikova ·
2018: Alina Zagitova ·
2022: Anna Sjtsjerbakova